# BB 4200
Les BB 4200 sont une série d'anciennes locomotives électriques de la Compagnie du Midi, intégrées aux effectifs de la SNCF à la nationalisation de 1938. Elles sont identiques aux 17 BB 4700 commandées en même temps à l'exception du rapport de réduction de la transmission. Elles ont d'ailleurs fait l'objet de modifications croisées entre les deux séries.
Construites à 50 exemplaires par les Constructions électriques de France à Tarbes et livrées en 1934-1935, elles constituent la cinquième tranche des BB Midi. La totalité de la série a été radiée des effectifs du matériel moteur de la SNCF.

## Dépôts titulaires
Les BB 4200 sont d'abord livrées au dépôt de Tarbes. Puis elles sont mutées au dépôt de Béziers. En 1980, elles sont mutées à Bordeaux. En 1983, l’effectif des 4200 se répartit entre huit dépôts : Paris-Sud-Ouest, Toulouse, Montrouge, Les-Aubrais, Tarbes, Bordeaux, Tours et Limoges.

## Machines conservées (2010)
- BB 4202 (sous son numéro suivant BB 4736) : à Tarascon-sur-Ariège
- BB 4216 (sous son numéro suivant BB 4732) : à Séméac à côté de Tarbes chez Alstom Transport en cours de restauration en 2011.
- BB 4240 : à Montgaillard (65) la BB 4240 est la dernière 4200, non détruite, à avoir conservé son numéro d'origine, préservée à la biscuiterie Védère située à proximité de la ligne Tarbes Bagnères-de-Bigorre ; restaurée fin 2010 ainsi qu'une voiture DEV Inox aménagée en salon de thé (la BB 4236 n'a rien à voir avec la BB 4240).

## Modélisme
Les BB 4200 ont été reproduites en HO par l'artisan Amf87 sous forme de transkit en résine à monter sur une locomotive Roco type BB 4100/4600 ou BB 900.
L'entreprise allemande PIKO, spécialisée dans le modélisme ferroviaire, prépare pour fin 2024 une BB 4200 et une BB 4700 à l'échelle HO, en version analogique et digital-sound.